# Teenage Hate Records
 (octobre 2019).
Teenage Hate Records est un label de rock indépendant français. 

## Histoire
Il a été fondé en 2012 entre Lyon et Vienne.  Son nom est une référence à l'album Teenage Hate du groupe The Reatards. La première sortie du label était justement un Tribute album consacré au rockeur américain Jay Reatard, disparu en 2010. On trouvait dans le tracklisting les groupes Bikini Machine & Didier Wampas, Les Limiñanas, Kap Bambino, Cheveu ou encore Magnetix. 
Le label a ensuite sorti essentiellement des disques de groupes locaux ou français, souvent en collaboration avec d'autres labels : The Hi-Lites, Decibelles, Off Models ou Brace! Brace!,.
En 2019, le label sort un nouveau Tribute album, consacré cette-fois au répertoire du groupe anglais The Fall.

## Catalogue[5]
- THR1001 : Various - Jay Reatard, A French Tribute (2013)
- THR1002 : Various - Tous en Tong, la compilation des 20 ans (2015)
- THR1003 : The Hi-Lites - The Hi-Lites (2015)
- THR1004 : Decibelles - Sleep Sleep (2015)
- THR1005 : Brace! Brace! - Controlled Weirdness (2017)
- THR1006 : Avions - Loner (2017)
- THR1007 : Troy Von Balthazar & H-Burns - THR Maxi Series, vol. 1 (2017)
- THR1008 : Myciaa - De la violence ordinaire (2018)
- THR1009 : The Scaners - The Scaners (2018)
- THR1010 : Off Models - Never Fallen in Love (2019)
- THR1011 : X-Ray Vision - Panique au Biblos (2019)
- THR1012 : The Hi-Lites - Dive at Dawn (2019)
- THR1013 : Various - The Fall, A French Tribute (2019)
- THR1014 : Pervitin - EP (2020)